# Drepanocladus aduncus
Drepanocladus aduncus ist ein in Mooren, Sümpfen und kleinen Stehgewässern vorkommendes Laubmoos. Es bildet dort meist kleine gelbgrün gefärbte Rasen aus, kann jedoch auch einzeln vorkommen.

## Erkennungsmerkmale
Das Laubmoos besitzt etwa 5 cm bis 10 cm lange Stämmchen, an denen unregelmäßig verteilte, meist sichelförmig ausgezogene, nicht faltige, ganzrandige Blätter sitzen, die an der Spitze auch leicht gezähnelt sein können. Ihre basalen Laminazellen auf der Blattfläche sind gelbgrünlich gefärbt und nur selten mit Poren versehen. Die zahlreich vorkommenden dickwandigen Blattflügelzellen erreichen die lange bis in die Spitze reichende Blattrippe nur kaum. Sporophyten treten äußerst selten auf.

## Vorkommen
Das Moos wächst vor allem an feuchten Stellen wie Mooren (vor allem Niedermoore), Sümpfen, an feuchten, teils überfluteten Wiesen und an Gewässerrändern von kleinen Bächen oder Seen. Es ist auf der ganzen nördlichen Hemisphäre zu finden, aber auch an einigen Stellen in Südamerika, Neuseeland und Australien.